# (7407) 1988 TL
1988 تي أل (ويعرف أيضًا باسم (7407) 1988 تي أل وفق تسمية الكوكب الصغير) (بالإنجليزية: 1988 TL)‏ هو كويكب ضمن حزام الكويكبات؛ وترتيبه 7407 من حيث الاكتشاف.
اكتُشف هذا الجُرم الفلكي بواسطة هيروشي كانيدا في 3 أكتوبر 1988.

## وصلات خارجية
- (7407) 1988 TL في قاعدة بيانات مختبر الدفع النفاث لأجرام النظام الشمسي الصغيرة

- الاكتشاف · مخطط المدار ·  العناصر المدارية · المعلمات المادية

- (7407) 1988 TL على موقع ويكي سكاي: DSS2, SDSS, GALEX, IRAS, Hydrogen α, X-Ray, Astrophoto, Sky Map, Articles and images